# Dasypogon pumilus
Dasypogon pumilus là một loài ruồi trong họ Asilidae. Dasypogon pumilus được Macquart miêu tả năm 1838. Loài này phân bố ở vùng Tân nhiệt đới.